# Macteola
Macteola is een geslacht van weekdieren uit de klasse van de Gastropoda (slakken).

## Soorten
- Macteola anomala (Angas, 1877)
- Macteola chinoi Stahlschmidt, Fraussen & Kilburn, 2012
- Macteola interrupta (Reeve, 1846)
- Macteola segesta (Duclos, 1850)
- Macteola theskela (Melvill & Standen, 1895)